# Trận Isonzo lần thứ nhất
Trận Isonzo lần thứ nhất là một trận đánh trên Mặt trận Ý của cuộc Chiến tranh thế giới thứ nhất, diễn ra giữa Quân đội Ý và Quân đội Đế quốc Áo-Hung từ ngày 23 tháng 6 đến ngày 7 tháng 7 năm 1915. Trận đánh kết thúc với thất bại của quân Ý kèm theo tổn thất nặng nề cho họ, và họ chỉ chiếm được một phần đất không có tầm quan trọng. Với thất bại này, "cuộc dạo chơi đến Viên" của quân Ý đã rơi vào thảm họa và tinh thần quân đội Ý bị suy sụp. Ngược lại, Tập đoàn quân số 5 của Áo-Hung đã làm nên chiến thắng đầu tiên của họ - trái ngược với các dự đoán và người Áo tự hào vì thắng lợi của mình. Điều đó chứng tỏ thắng lợi của học thuyết cứng rắn của tướng Áo là Svetozar Boroević.
Trận Isonzo mở đầu với cuộc tiến công của các Sư đoàn trừ bị dưới quyền Tư lệnh Tập đoàn quân số 3 của Ý là Emanuele Filiberto vào ngày 23 tháng 6 năm 1915, một tháng sau khi khai chiến. Tuy nhiên, cuộc tấn công bị trì hoãn do nước Ý chưa hoàn tất việc tổng động viên quân đội. Những mục tiêu đầu tiên của quân Ý là cao nguyên Doberdo và đầu cầu Gorizia, được Tập đoàn quân số 5 của Áo-Hung dưới sự chỉ huy của Boroević trấn giữ. Các tướng lĩnh Ý đã không cung cấp đầy đủ lương thực, đạn dược và Pháo binh cho binh sĩ. Tuy bị áp đảo về quân số, quân Áo-Hung đã tổ chức phòng ngự kỹ lưỡng, chặt chẽ và quân Ý không thể đạt được thắng lợi ở cấp độ chiến dịch. Sau một tuần lễ pháo kích, quân Ý cứ bị đánh tan trước phòng tuyến của địch thủ trong cố gắng vượt sông cvà leo lên ngọn núi ở phía sau của mình. Người chỉ huy quân Ý là Luigi Cadorna lại còn tổ chức các đợt tấn công nhử mồi vô ích tại 		 Trentino và vùng trung lưu sông Isonzo gần Gorizia, làm suy kiệt cuộc tấn công của mình. Sự tiếp viện của 2 Sư đoàn khác đã khiến cho quân Áo giữ được phòng tuyến của mình, ngăn chặn mọi nỗ lực vượt sông của địch thủ và quân Ý phải chấm dứt tấn công vào tháng 7 năm ấy. Tổn thất của họ và thất bại của Cadorna đã gây bất ngờ cho Quân đội Ý.
Trận chiến này đã chứng tỏ sự quyết đoán và dũng cảm của quân đội của Boroević. Họ đã đem lại cho đế quốc đang chịu áp lực lớn của họ một thắng lợi cần thiết. Sau trận này, quân Ý lại tấn công quân Áo trong trận Isonzo lần thứ hai và cũng không thu được thắng lợi đáng kể.